# El Tossal (Baix Pallars)
El Tossal és una muntanya de 938 metres que es troba al municipi de Baix Pallars, a la comarca del Pallars Sobirà.